# Ceratobaeus
Ceratobaeus är ett släkte av steklar. Ceratobaeus ingår i familjen Scelionidae.

## Dottertaxa tillCeratobaeus, i alfabetisk ordning[1]
- Ceratobaeus acrotonus
- Ceratobaeus acuminatus
- Ceratobaeus ajmali
- Ceratobaeus alveus
- Ceratobaeus amiti
- Ceratobaeus anjumi
- Ceratobaeus anmarae
- Ceratobaeus ashmeadi
- Ceratobaeus ater
- Ceratobaeus athysanus
- Ceratobaeus auratus
- Ceratobaeus aureus
- Ceratobaeus australicus
- Ceratobaeus ayeshae
- Ceratobaeus azhari
- Ceratobaeus balli
- Ceratobaeus berryae
- Ceratobaeus bethae
- Ceratobaeus binotatus
- Ceratobaeus boolool
- Ceratobaeus bouceki
- Ceratobaeus buntor
- Ceratobaeus cabon
- Ceratobaeus cardaleae
- Ceratobaeus cholakadensis
- Ceratobaeus clavisegmentus
- Ceratobaeus clavus
- Ceratobaeus clubionus
- Ceratobaeus cornutus
- Ceratobaeus crossus
- Ceratobaeus cuspicornutus
- Ceratobaeus dillonae
- Ceratobaeus doddi
- Ceratobaeus elongatus
- Ceratobaeus eumorphus
- Ceratobaeus evelineae
- Ceratobaeus extraordinarius
- Ceratobaeus fasciativentris
- Ceratobaeus fasciatus
- Ceratobaeus faunus
- Ceratobaeus feckneri
- Ceratobaeus fieldi
- Ceratobaeus fionae
- Ceratobaeus flavicolor
- Ceratobaeus flavicorpus
- Ceratobaeus flavios
- Ceratobaeus flavipes
- Ceratobaeus flaviventris
- Ceratobaeus floris
- Ceratobaeus fursovi
- Ceratobaeus gallowayi
- Ceratobaeus giraulti
- Ceratobaeus golbachi
- Ceratobaeus goobita
- Ceratobaeus gorayaran
- Ceratobaeus grahami
- Ceratobaeus grandis
- Ceratobaeus greensladeae
- Ceratobaeus gullanae
- Ceratobaeus gwenae
- Ceratobaeus haqi
- Ceratobaeus hardyi
- Ceratobaeus harveyi
- Ceratobaeus huggerti
- Ceratobaeus incertus
- Ceratobaeus insularis
- Ceratobaeus intrudae
- Ceratobaeus io
- Ceratobaeus iota
- Ceratobaeus jenningsi
- Ceratobaeus johnsenae
- Ceratobaeus kabirae
- Ceratobaeus kaikai
- Ceratobaeus kentae
- Ceratobaeus kiefferi
- Ceratobaeus laeviventris
- Ceratobaeus lamponae
- Ceratobaeus leai
- Ceratobaeus leteres
- Ceratobaeus leysonae
- Ceratobaeus litopterus
- Ceratobaeus longicornutus
- Ceratobaeus longituberculatus
- Ceratobaeus luboi
- Ceratobaeus lucifugax
- Ceratobaeus maculatus
- Ceratobaeus mahmoodi
- Ceratobaeus mainae
- Ceratobaeus manii
- Ceratobaeus mansoori
- Ceratobaeus marattensis
- Ceratobaeus markusi
- Ceratobaeus marroocutta
- Ceratobaeus marrooyourula
- Ceratobaeus masneri
- Ceratobaeus matong
- Ceratobaeus megacerus
- Ceratobaeus melas
- Ceratobaeus merous
- Ceratobaeus michaeli
- Ceratobaeus minyamea
- Ceratobaeus minyayunde
- Ceratobaeus mirabilis
- Ceratobaeus moki
- Ceratobaeus moola
- Ceratobaeus moonae
- Ceratobaeus moonga
- Ceratobaeus moongacutta
- Ceratobaeus muniri
- Ceratobaeus mussiae
- Ceratobaeus nailae
- Ceratobaeus narteol
- Ceratobaeus nasiri
- Ceratobaeus naumanni
- Ceratobaeus nepalensis
- Ceratobaeus nephocerus
- Ceratobaeus nigrituberculatus
- Ceratobaeus normani
- Ceratobaeus noyesi
- Ceratobaeus ogmocerus
- Ceratobaeus oimus
- Ceratobaeus oringus
- Ceratobaeus outsides
- Ceratobaeus ovivorus
- Ceratobaeus pachycerus
- Ceratobaeus parvicornutus
- Ceratobaeus pedestris
- Ceratobaeus peninsularis
- Ceratobaeus pipayourula
- Ceratobaeus pita
- Ceratobaeus platycornutus
- Ceratobaeus proipetye
- Ceratobaeus rabiae
- Ceratobaeus ramishi
- Ceratobaeus raniae
- Ceratobaeus rieki
- Ceratobaeus sabrii
- Ceratobaeus saeedi
- Ceratobaeus saliki
- Ceratobaeus schmidti
- Ceratobaeus senegalensis
- Ceratobaeus setosus
- Ceratobaeus sobrus
- Ceratobaeus stegastocerus
- Ceratobaeus surdus
- Ceratobaeus systenus
- Ceratobaeus taylori
- Ceratobaeus toheedi
- Ceratobaeus turneri
- Ceratobaeus umari
- Ceratobaeus umasensis
- Ceratobaeus undeneya
- Ceratobaeus unifasciatus
- Ceratobaeus usmani
- Ceratobaeus varicornis
- Ceratobaeus wattora
- Ceratobaeus weemayourula
- Ceratobaeus yasini
- Ceratobaeus yousufi
- Ceratobaeus zafari
- Ceratobaeus zebae
- Ceratobaeus ziai